# Jabron (Verdon)

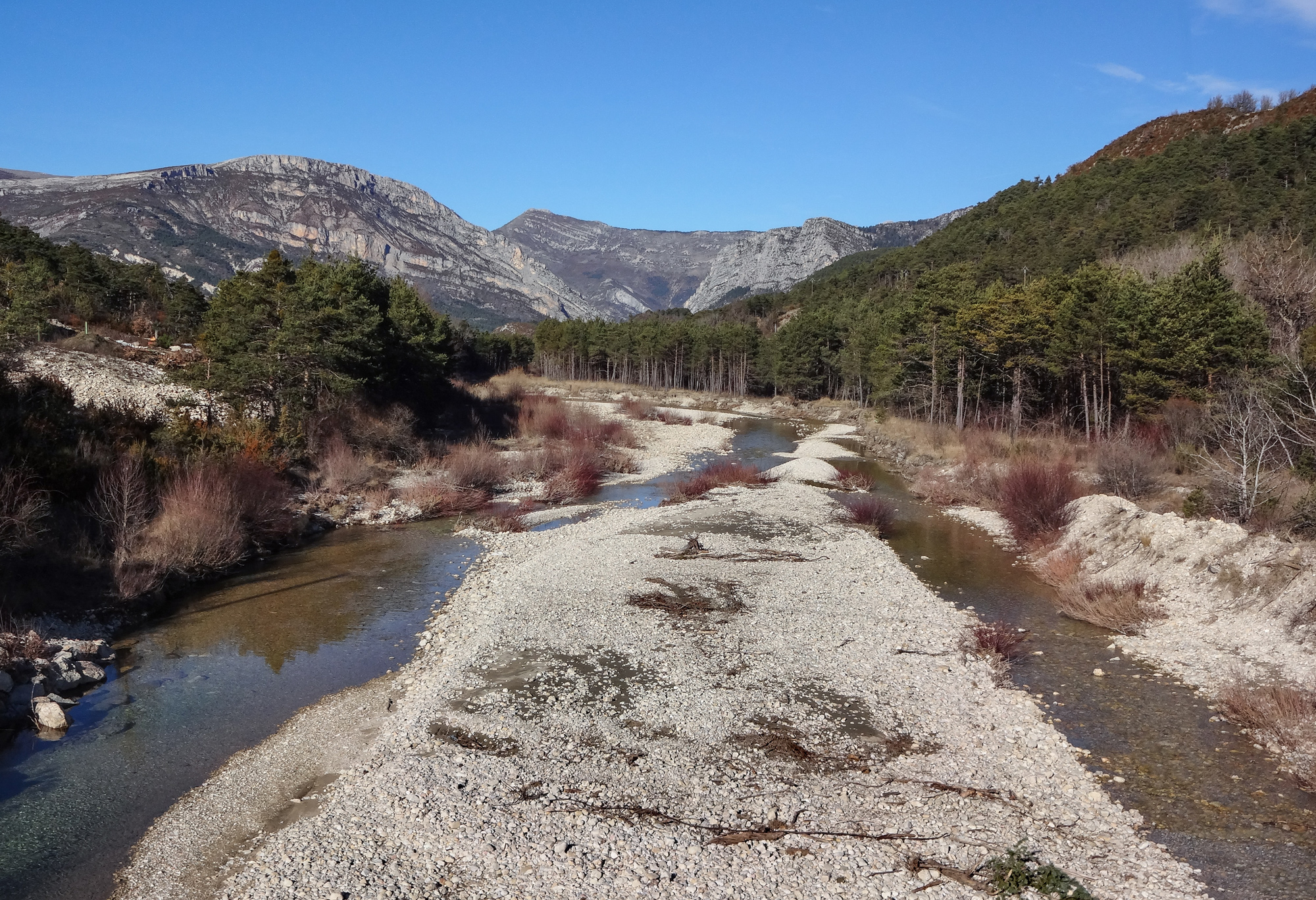
Jabron (2015)

Der Jabron ist ein Fluss in Frankreich, der in der Region Provence-Alpes-Côte d’Azur verläuft. Er entspringt in den französischen Seealpen, im Gemeindegebiet von Peyroules, im Regionalen Naturpark Verdon. Der Fluss entwässert zunächst Richtung Südwest, dreht beim gleichnamigen Ort Jabron (Gemeinde Comps-sur-Artuby) Richtung Nordwest und mündet nach rund 31 Kilometern unterhalb von Trigance, an der Gemeindegrenze zu Rougon, als linker Nebenfluss in den Verdon. Auf seinem Weg durchquert der Jabron die Départements Alpes-de-Haute-Provence und Var.

## Orte am Fluss
- La Rivière, Gemeinde Peyroules
- La Bâtie, Gemeinde Peyroules
- Clare, Gemeinde Brenon
- Trigance
- Pont de Carejuan, Gemeinde Trigance